# Mijhirne, Simferopol
Mijhirne (în ucraineană Міжгірне) este un sat în comuna Skvorțove din raionul Simferopol, Republica Autonomă Crimeea, Ucraina.

## Demografie
Componența lingvistică a localității Mijhirne
     Rusă (54%)
     Tătară crimeeană (33%)
     Ucraineană (9%)
     Alte limbi (1%)
Conform recensământului din 2001, majoritatea populației localității Mijhirne era vorbitoare de rusă (54%), existând în minoritate și vorbitori de tătară crimeeană (33%), ucraineană (9%) și armeană (3%).